# Movimiento por la Nueva Cultura
El Movimiento por la Nueva Cultura (Xin wenhua yundong) fue un movimiento en China en las décadas de 1910 y 1920 que criticó las ideas chinas clásicas y promovió una nueva cultura china basada en ideales occidentales como la democracia y la ciencia. Surgió de la desilusión con la cultura tradicional china luego del fracaso de la República de China para abordar los problemas de China, y contó con académicos como Chen Duxiu, Cai Yuanpei, Chen Hengzhe, Li Dazhao, Lu Xun, Zhou Zuoren, He Dong, Qian Xuantong, Liu Bannong, Bing Xin y Hu Shih, muchos de ellos con educación clásica, encabezaron una revuelta contra el confucianismo. El movimiento fue lanzado por los escritores de la revista Nueva Juventud, donde estos intelectuales promovieron una nueva sociedad basada en individuos sin restricciones en lugar del sistema confuciano tradicional. El movimiento promovió:
- Literatura vernácula
- El fin de la familia patriarcal a favor de la libertad individual y la liberación de la mujer
- La visión de que China es una nación de naciones, no una cultura exclusivamente confuciana
- El reexamen de los textos confucianos y los clásicos antiguos utilizando métodos textuales y críticos modernos, conocido como la Escuela Debate de la Antigüedad
- Valores democráticos e igualitarios
- Una orientación al futuro en lugar del pasado.

El Movimiento por la Nueva Cultura fue el progenitor del Movimiento del Cuatro de Mayo. El 4 de mayo de 1919, los estudiantes de Beijing alineados con el movimiento protestaron por la transferencia de los derechos alemanes sobre la bahía de Jiaozhou al Imperio del Japón en lugar de a China en la Conferencia de Paz de París (la reunión que establece los términos de paz al final de la Primera Guerra Mundial), transformando lo que había sido un movimiento cultural en uno político.

## Historia
Los dos principales centros de literatura y actividad intelectual fueron Beijing, sede de la Universidad de Pekín y la Universidad Tsinghua, y Shanghái, con su floreciente sector editorial. Los fundadores del Movimiento por la Nueva Cultura se agruparon en la Universidad de Pekín, donde fueron reclutados por Cai Yuanpei cuando se convirtió en canciller. Chen Duxiu como decano y Li Dazhao como bibliotecario, a su vez, reclutaron a figuras destacadas como el filósofo Hu Shih, el estudioso del budismo Liang Shuming, el historiador Gu Jiegang y muchos más. Chen fundó la revista Nueva Juventud en 1915, que se convirtió en la más destacada de cientos de nuevas publicaciones para el nuevo público de clase media. El Xin wenhua yundong (Movimiento por la Nueva Cultura) surgió después de que Chen Duxiu publicara sus recomendaciones sobre lo que debería ser la modernidad cultural en la década de 1920. Algunos de los manifiestos más influyentes para ayudar a instigar el movimiento se titulaban: "A la juventud" (敬告青年 "jinggao qingnian"), "1916" (一九一六年 "yijiuyiliu nian") y "Nuestra realización final" (吾人最後之覺悟 "wuren zuihou zhi juewu").

### Contribuciones

#### Yuan Shikai
Yuan Shikai, que heredó parte del ejército de la dinastía Qing después de su colapso en 1911, intentó establecer el orden y la unidad, pero no pudo proteger China de Japón, y también fracasó en un intento de declararse emperador. Cuando murió en 1916, el colapso del orden tradicional parecía completo, y se intensificó la búsqueda de un reemplazo para ir más allá de los cambios de las generaciones anteriores, que trajeron nuevas instituciones y nuevas formas políticas. Los líderes atrevidos pidieron una nueva cultura.

#### Chen Duxiu
Un establecimiento literario sustancial, editoriales, revistas, sociedades literarias y universidades proporcionaron una base para una escena literaria e intelectual activa en el transcurso de las décadas siguientes. La revista Nueva Juventud, que fue un foro líder para debatir las causas de la debilidad de China, ya que culpó a la cultura confuciana. Chen Duxiu pidió que "Sr. Confucio" se reemplazara por "Sr. Ciencia" (賽先生;赛先生; sài xiānsheng) y "Sr. Democracia" (德先生; dé xiānsheng). Estos dos se consideraron los dos símbolos del Movimiento por la Nueva Cultura y también su legado.

#### Hu Shih
Otro resultado fue la promoción del chino vernáculo escrito (白话文) sobre el chino literario o clásico. La reestructuración del patrimonio nacional comenzó cuando Hu Shih reemplazó el aprendizaje confuciano tradicional por una construcción más moderna de la investigación sobre la cultura tradicional. Hu Shih proclamó que "una lengua muerta no puede producir una literatura viva". En teoría, el nuevo formato permitía a personas con poca educación leer textos, artículos y libros. Afirmó que el chino literario o clásico, que había sido el idioma escrito antes del movimiento, era entendido únicamente por académicos y funcionarios (irónicamente, la nueva lengua vernácula incluía muchas palabras extranjeras y neologismos japoneses (Wasei-kango), lo que dificultaba la tarea. para que muchos lo lean). Los eruditos, como Y.R. Chao (Zhao Yuanren), comenzaron el estudio de la lengua y los dialectos chinos utilizando herramientas de la lingüística occidental. Hu Shih fue uno de los eruditos que utilizaron el estudio textual del Sueño en el pabellón rojo y otras ficciones vernáculas como base para el idioma nacional. Florecieron sociedades literarias como la Sociedad de la Luna Creciente. Hu Shih no solo fue uno de los fundadores del movimiento, sino que también fue considerado el líder de la facción vernácula con su promoción de métodos científicos.

#### Lu Xun
La producción literaria de esta época fue sustancial, con muchos escritores que luego se hicieron famosos (como Mao Dun, Lao She, Lu Xun y Bing Xin) publicando sus primeros trabajos. Por ejemplo, los ensayos y la ficción breve de Lu Xun causaron sensación con su condena de la cultura confuciana. Diario de un loco implicaba directamente que la cultura tradicional de China era caníbal, y La verdadera historia de Ah Q mostraba a los chinos típicos como débiles y autoengañosos. Junto a esto, músicos como Yin Zizhong se unieron al movimiento a través de la música.

#### Influencia occidental
Los líderes de la Nueva Cultura y sus seguidores ahora veían a China como una nación entre naciones, no como una cultura única. Se pusieron de moda un gran número de doctrinas occidentales, en particular las que reforzaban la crítica cultural y los impulsos de construcción nacional del movimiento. El darwinismo social, que había sido influyente desde finales del siglo XIX, fue especialmente moldeador para Lu Xun, entre muchos otros, y fue complementado por casi todos los "ismos" del mundo. Cai Yuanpei, Li Shizeng y Wu Zhihui desarrollaron una variedad china de anarquismo. Argumentaron que la sociedad china tenía que experimentar un cambio social radical antes de que el cambio político fuera significativo. El pragmatismo de John Dewey se hizo popular, a menudo a través del trabajo de Hu Shih, Chiang Monlin y Tao Xingzhi. Dewey llegó a China en 1919 y pasó el año siguiente dando conferencias. Bertrand Russell también dio numerosas conferencias a una cálida multitud. Lu Xun se asoció con las ideas de Nietzsche, que también fueron propagadas por Li Shicen, Mao Dun y muchos otros intelectuales de la época.
Los líderes de la Nueva Cultura, a menudo bajo la influencia del programa anarquista, promovieron el feminismo, incluso el amor libre, como un ataque a la familia tradicional, cambiando los términos en los que las siguientes generaciones concibieron la sociedad. Más específicamente, el movimiento reemplazó la sexualidad sobre la idea tradicional china de la posicionalidad del parentesco. La sustitución es un elemento básico de las teorías individualistas emergentes que ocurrieron durante la época. Entre las escritoras feministas estaba Ding Ling.

## Desarrollo y fin del movimiento
Cuando Cai Yuanpei, el director de la universidad de Beijing, renunció el 9 de mayo de 1919, causó un gran revuelo en los medios de comunicación de todo el país. Esto conectó el discurso académico dentro de la universidad con el activismo político de las manifestaciones del 4 de mayo. Las Manifestaciones del 4 de mayo de 1919 unieron inicialmente a los líderes, pero pronto hubo un debate y una disputa sobre el papel de la política. Hu Shih, Cai Yuanpei y otros liberales instaron a los estudiantes que se manifestaban a regresar al aula, pero Chen Duxiu y Li Dazhao, frustrados por la insuficiencia del cambio cultural, instaron a una acción política más radical. Utilizaron sus roles como profesores de la Universidad de Pekín para organizar grupos de estudio marxistas y la primera reunión del Partido Comunista de China.
Li pidió "soluciones fundamentales", pero Hu lo criticó por ser abstracto, pidiendo "más estudio de preguntas, menos estudio de -ismos". Los seguidores más jóvenes que siguieron a Li y Chen a la política organizada incluyeron a Mao Zedong.
Otros estudiantes escucharon el llamado de Hu Shih para volver a sus estudios. Los nuevos enfoques dieron forma a la erudición para la próxima generación. El historiador Gu Jiegang, por ejemplo, fue pionero en la aplicación de la Nueva Historia que estudió en la Universidad de Columbia a los textos chinos clásicos en la Escuela Debate de la Antigüedad. Gu también inspiró a sus estudiantes en el estudio de las tradiciones populares chinas que habían sido ignoradas o descartadas por los eruditos confucianos. La educación ocupaba un lugar destacado en la agenda de la Nueva Cultura. Cai Yuanpei dirigió una Sociedad de Nueva Educación y los estudiantes universitarios se unieron al Movimiento por la Educación Masiva de James Yen y Tao Xingzhi, que promovió la alfabetización como base para una participación política más amplia.

### Periodismo y opinión pública
El periodismo chino se modernizó en la década de 1920 de acuerdo con los estándares internacionales, gracias a la influencia del Movimiento Nueva Cultura. Los roles de periodista y editor se profesionalizaron y se convirtieron en carreras de prestigio. La vertiente empresarial ganó importancia y con un mayor énfasis en la publicidad y las noticias comerciales, los principales periódicos de Shanghái como Shen bao, se alejaron del periodismo que caracterizó el período revolucionario de 1911. Mucho de lo que informaron moldeó narrativas y realidades entre aquellos que estaban interesados en lo que se estaba convirtiendo en el Movimiento por la Nueva Cultura. Fuera de los centros principales, el nacionalismo promovido en los diarios metropolitanos no fue tan distintivo como el localismo y el culturalismo.
En 1924, el premio Nobel indio Rabindranath Tagore impartió numerosas conferencias en China. Argumentó que China podría encontrar problemas al integrar demasiada civilización occidental en la sociedad china. A pesar de los esfuerzos de Tagore, los ideales occidentales fueron componentes importantes del Movimiento de la Nueva Cultura. La democracia se convirtió en una herramienta vital para aquellos frustrados con la condición inestable de China, mientras que la ciencia se convirtió en un instrumento crucial para descartar la "oscuridad de la ignorancia y la superstición".
Los intelectuales de la Nueva Cultura defendieron y debatieron un amplio abanico de soluciones cosmopolitas que incluían ciencia, tecnología, individualismo, música y democracia, dejando para el futuro la cuestión de qué organización o poder político podría llevarlas a cabo. La violencia antiimperialista y populista de mediados de la década de 1920 pronto abrumó la investigación intelectual y la cultura de la Nueva Cultura.

## Evaluación y cambio de visión
Los historiadores ortodoxos vieron el Movimiento por la Nueva Cultura como una ruptura revolucionaria con el pensamiento feudal y la práctica social y el semillero de líderes revolucionarios que crearon el Partido Comunista de China y fundaron la República Popular China en 1949. Mao Zedong escribió que el 4 de mayo el movimiento "marcó una nueva etapa en la revolución democrático-burguesa de China contra el imperialismo y el feudalismo" y argumentó que "un campo poderoso hizo su aparición en la revolución democrático-burguesa, un campo formado por la clase trabajadora, las masas estudiantiles y la nueva burguesía nacional".
Los historiadores occidentales también vieron el movimiento como una ruptura entre la tradición y la modernidad, pero en las últimas décadas, los historiadores chinos y occidentales ahora comúnmente argumentan que los cambios promovidos por los líderes de la Nueva Cultura tenían raíces que se remontan a varias generaciones y, por lo tanto, no fueron una ruptura brusca. con la tradición, que, en todo caso, fue bastante variada, tanto como una aceleración de tendencias anteriores. Las investigaciones de los últimos cincuenta años también sugieren que, si bien los marxistas radicales eran importantes en el Movimiento de la Nueva Cultura, había muchos otros líderes influyentes, incluidos anarquistas, conservadores, cristianos y liberales.
La revaluación, si bien no cuestiona la alta valoración de los pensadores y escritores de la época, no acepta su imagen de sí mismos como revolucionarios culturales.
Otros historiadores sostienen además que la revolución comunista de Mao no cumplió, como afirmó, la promesa de la Nueva Cultura y la Ilustración, sino que traicionó su espíritu de expresión independiente y cosmopolitismo. Yu Yingshi, un estudiante del Neoconfucianismo Qian Mu, defendió recientemente el pensamiento confuciano contra la condena de la Nueva Cultura. Razonó que la China imperial tardía no había estado estancada, irracional y aislada, condiciones que justificarían la revolución radical, sino que los pensadores Qing tardíos ya estaban aprovechando el potencial creativo de Confucio.
Xu Jilin, un intelectual de Shanghái que refleja las voces liberales, estuvo de acuerdo con la visión ortodoxa de que el Movimiento por la Nueva Cultura fue la raíz de la Revolución China, pero valoró el resultado de manera diferente. Los intelectuales de la Nueva Cultura, dijo Xu, vieron un conflicto entre el nacionalismo y el cosmopolitismo en su lucha por encontrar un "patriotismo racional", pero el movimiento cosmopolita de la década de 1920 fue reemplazado por una "nueva era de nacionalismo". Como un "caballo salvaje", continuó Xu, "el patriotismo, una vez desenfrenado, ya no podía ser refrenado, sentando así las bases para los resultados finales de la historia de China durante la primera mitad del siglo XX".